# 仿姹刺蛾属
仿姹刺蛾属（学名：Chalcoscelides）为刺蛾科的一个属。

## 下属物种
本属包括以下物种：
- 仿奼刺蛾 Chalcoscelides castaneipars (Moore, 1865)